# Albrecht von Wernigerode
Graf Albrecht von Wernigerode (* 1346 in Wernigerode; † 11. September 1419 in Halberstadt) war Bischof von Halberstadt.

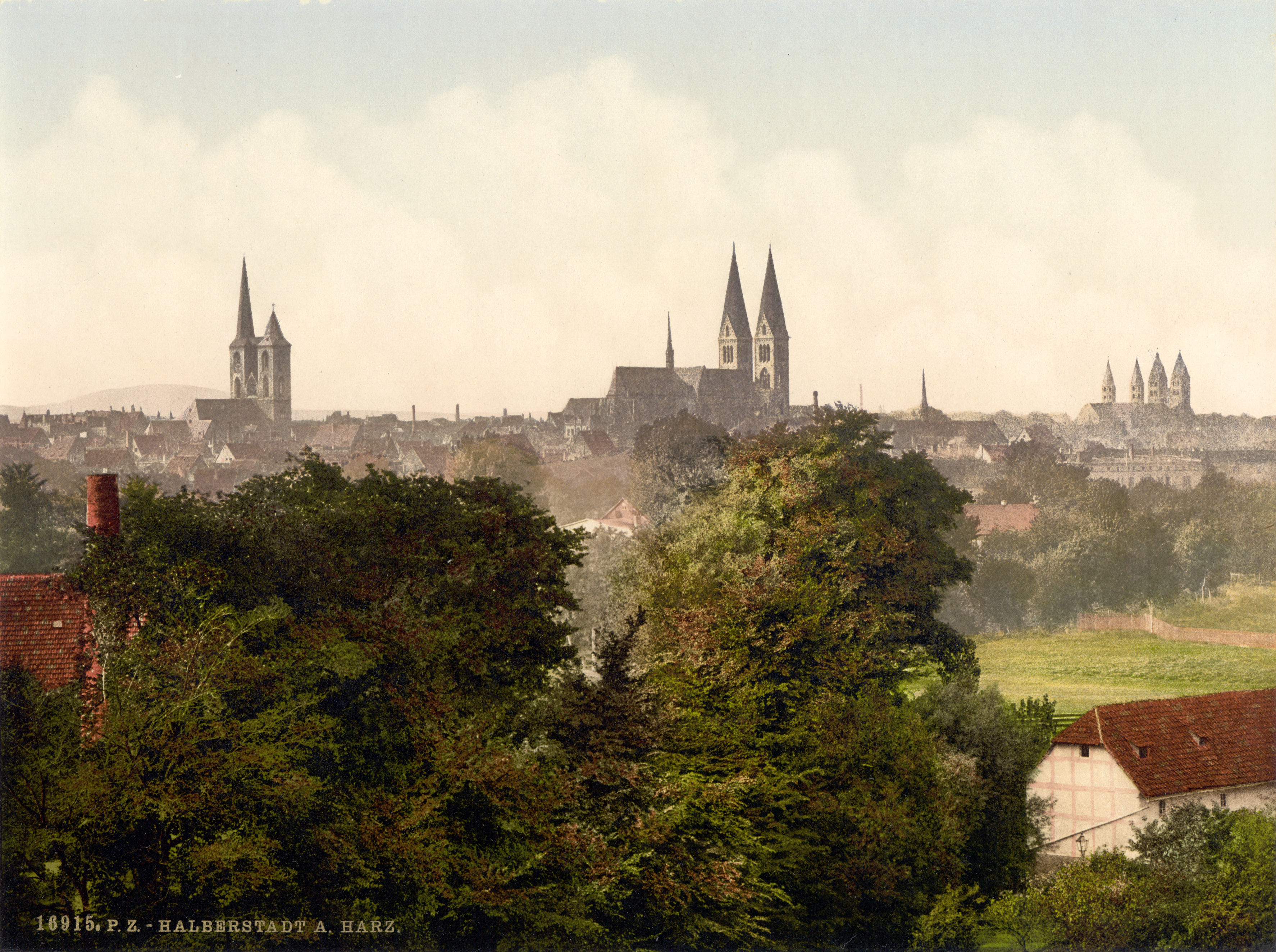
Bistumssitz Halberstadt – Wirkungsstätte Albrechts

## Leben
Albrecht war der dritte Sohn des Grafen Konrad von Wernigerode. Er wurde im Augustiner-Eremitenkloster Himmelpforten bei Wernigerode erzogen und wurde bereits im Alter von 12 Jahren 1358 Propst zu St. Bonifatii in Halberstadt. 1366 studierte er kanonisches Recht an der Universität Montpellier. Papst Urban V. bestätigte ihn 1364 offiziell als Propst.
Am 3. September 1367 geriet er gemeinsam mit Ludolf von Hartesrode (Hasserode) in Gefangenschaft, als er Bischof Albrecht von Halberstadt bei seinem Kriegszug gegen Bischof Gerhard von Hildesheim begleitete. Erst nach einem Monat Haft auf der Liebenburg wurden sie freigelassen.
Als Propst war er auch Domherr von Halberstadt, als solcher tritt er 1363 erstmals urkundlich in Erscheinung. Das Amt des Propstes legte er spätestens Anfang 1375 nieder, um die Propstei von St. Blasii in Braunschweig zu übernehmen. 1384 erscheint Graf Albrecht als Dompropst in Halberstadt.
Albrecht wurde 1411 einstimmig zum Bischof von Halberstadt gewählt und wird als friedliebender, entschieden löblicher Kirchenfürst bezeichnet. Unter seiner Regierung erwarb das Bistum Halberstadt u. a. für 600 Braunschweiger Mark die Burg Schlanstedt von der Familie von Spiegel.
Er wurde 1419 im Dom zu Halberstadt beigesetzt. Sein Grabstein blieb über viele Jahrhunderte erhalten.
Vier Tage vor seinem Tod hatte er die von seinem Bruder, dem Grafen Heinrich von Wernigerode, an das Kapitel St. Sylvestri in Wernigerode gemachte Schenkung der St.-Theobaldikapelle bestätigt.